# Pusiola celidana
Pusiola celidana är en fjärilsart som beskrevs av Embrik Strand 1912. Pusiola celidana ingår i släktet Pusiola och familjen björnspinnare. Inga underarter finns listade.